# HD 216900
HD 216900，又名BD+11 4904，SAO 108275、HR 8724，是一颗恒星，视星等为6.51，位于銀經83.69，銀緯-42.13，其B1900.0坐标为赤經22h 51m 51.4s，赤緯+11° -42.13′ 52″。